# برامس ۱۸۱۸
سیارک ۱۸۱۸ (به انگلیسی: 1818 Brahms، نامگذاری:1939PE) هزار و هشتصد و هجدهمین سیارک کشف شده‌است که در ۱۵ اوت ۱۹۳۹ و در هایدلبرگ کشف شد.
قدر مطلق سیارک برابر ۱۴٫۷۰ است.